# Fuyumi Sakamoto
 (août 2025).
Si vous disposez d'ouvrages ou d'articles de référence ou si vous connaissez des sites web de qualité traitant du thème abordé ici, merci de compléter l'article en donnant les références utiles à sa vérifiabilité et en les liant à la section « Notes et références ».
Fuyumi Sakamoto (坂本 冬美, Sakamoto Fuyumi), née le 30 mars 1967 dans un village de la préfecture de Wakayama au Japon, est une chanteuse d'enka.

## Carrière
Repérée à l'occasion d'un concours de chant organisé dans sa région par le service public de télé et radio-diffusion NHK, elle enregistre un premier single en 1987 qui se vendra à près de 800 000 exemplaires. Elle enregistra plusieurs autres titres qui la firent connaître du grand public.
Elle participe tous les ans depuis 1988 (à l'exception de 2002) au concours de chant du nouvel an organisé par la NHK, la ""Kōhaku Uta Gassen"".
En 2002, elle dû mettre une pause à sa carrière car atteinte de pancréatite, avant de reprendre à partir de la mi-2003.
Célibataire dans la vie privée, elle est l'interprète de plus de 40 singles et a sorti près de 50 albums.